# Balón de Oro 1956
La edición de 1956 del Balón de Oro, 1ª edición del premio de fútbol creado por la revista francesa France Football, fue ganada por el inglés Stanley Matthews (Blackpool).
El jurado estuvo compuesto por 16 periodistas especializados, de cada una de las siguientes asociaciones miembros de la UEFA: Alemania Occidental, Austria, Bélgica, Checoslovaquia, Escocia, España, Francia, Hungría, Inglaterra, Italia, Países Bajos, Portugal, Suecia, Suiza, Turquía y Yugoslavia.
El resultado de la votación fue publicado en el número 561 de France Football, el 18 de diciembre de 1956.

## Sistema de votación
Cada uno de los miembros del jurado elige a los que a su juicio son los cinco mejores futbolistas europeos. El jugador elegido en primer lugar recibe cinco puntos, el elegido en segundo lugar cuatro puntos y así sucesivamente.
De esta forma, se repartieron 240 puntos, siendo 80 el máximo número de puntos que podía obtener cada jugador (en caso de que los 16 miembros del jurado le asignaran cinco puntos).

## Clasificación final

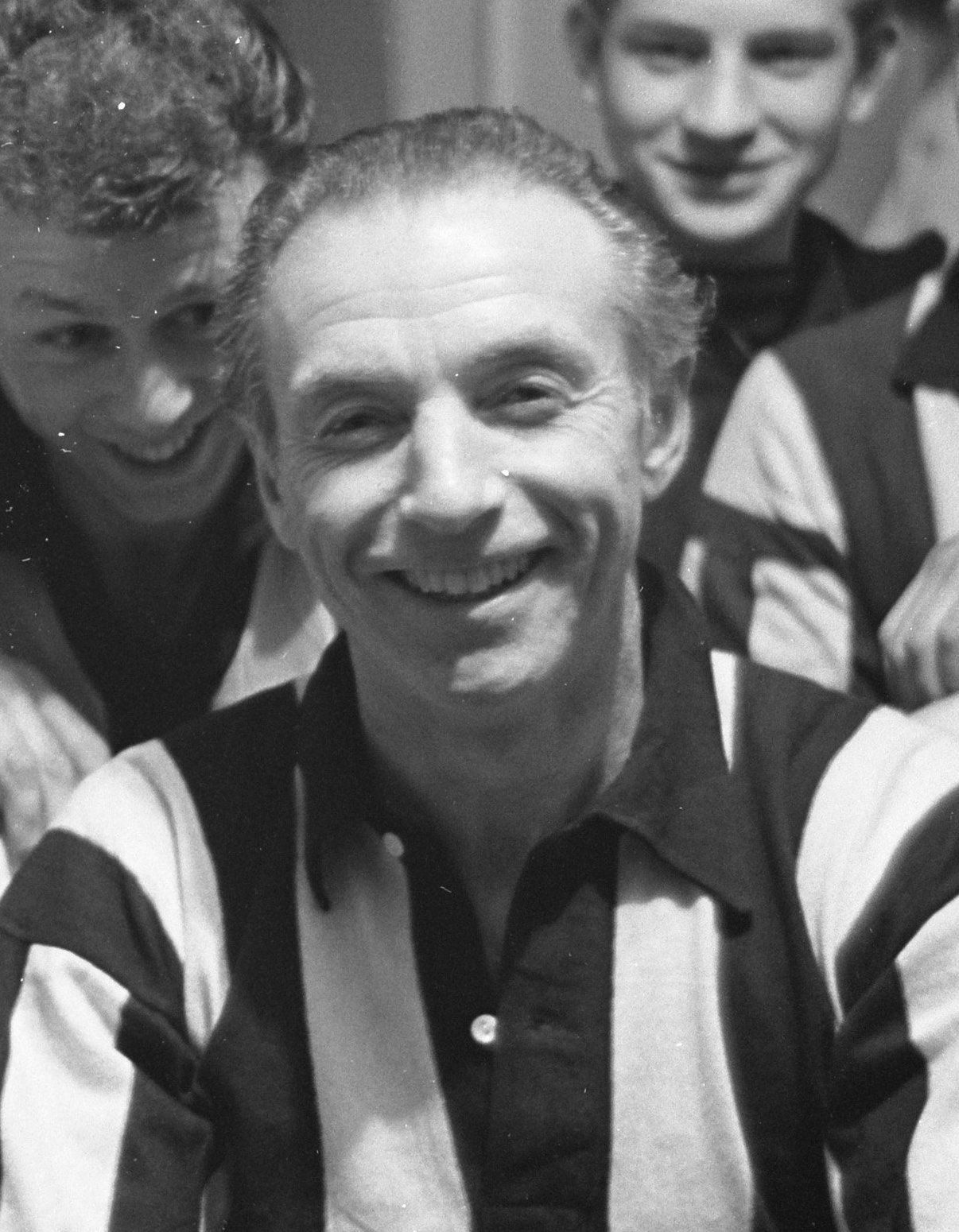
Stanley Matthews, ganador del Balón de Oro en 1956.

| Puesto | Jugador                 | Equipo                    | Votos | Votos | Votos | Votos | Votos | Votos | Puntos |
| Puesto | Jugador                 | Equipo                    | 1º    | 2º    | 3º    | 4º    | 5º    | Total | Puntos |
| ------ | ----------------------- | ------------------------- | ----- | ----- | ----- | ----- | ----- | ----- | ------ |
| 1º     | Stanley Matthews        | Blackpool                 | 6     | 2     | 2     | 1     | 1     | 12    | 47     |
| 2º     | Alfredo di Stéfano      | Real Madrid               | 5     | 3     | 2     |       | 1     | 11    | 44     |
| 3º     | Raymond Kopa            | Stade Reims / Real Madrid | 1     | 2     | 3     | 5     | 1     | 12    | 33     |
| 4º     | Ferenc Puskás           | Honvéd                    | 3     | 3     | 1     | 1     |       | 8     | 32     |
| 5º     | Lev Yashin              | Dinamo Moscú              |       | 2     | 2     | 1     | 3     | 8     | 19     |
| 6º     | József Bozsik           | Honvéd                    |       | 3     | 1     |       |       | 4     | 15     |
| 7º     | Ernst Ocwirk            | Austria Viena / Sampdoria |       |       | 2     |       | 3     | 5     | 9      |
| 8º     | Sándor Kocsis           | Honvéd                    | 1     |       |       |       | 1     | 2     | 6      |
| 9º     | Ivan Kolev              | CDNA Sofía                |       | 1     |       |       |       | 1     | 4      |
|        | Thadée Cisowski         | Racing de París           |       |       | 1     |       | 1     | 2     | 4      |
|        | Billy Wright            | Wolverhampton Wanderers   |       |       | 1     |       | 1     | 2     | 4      |
| 12º    | Julinho                 | Fiorentina                |       |       | 1     |       |       | 1     | 3      |
| 13º    | Stefan Bozhkov          | CDNA Sofía                |       |       |       | 1     |       | 1     | 2      |
|        | Duncan Edwards          | Manchester United         |       |       |       | 1     |       | 1     | 2      |
|        | Gerhard Hanappi         | Rapid Viena               |       |       |       | 1     |       | 1     | 2      |
|        | Robert Jonquet          | Stade Reims               |       |       |       | 1     |       | 1     | 2      |
|        | Miguel Montuori         | Fiorentina                |       |       |       | 1     |       | 1     | 2      |
|        | Pepillo                 | Sevilla                   |       |       |       | 1     |       | 1     | 2      |
|        | Juan Alberto Schiaffino | Milan                     |       |       |       | 1     |       | 1     | 2      |
|        | Eduard Streltsov        | Torpedo Moscú             |       |       |       | 1     |       | 1     | 2      |
| 21º    | Campanal                | Sevilla                   |       |       |       |       | 1     | 1     | 1      |
|        | Břetislav Dolejší       | Dukla Praga               |       |       |       |       | 1     | 1     | 1      |
|        | Roger Piantoni          | Nancy                     |       |       |       |       | 1     | 1     | 1      |
|        | Kees Rijvers            | Saint-Étienne             |       |       |       |       | 1     | 1     | 1      |

## Curiosidades
- Duncan Edwards, que obtuvo dos puntos, murió el 21 de febrero de 1958, 15 días después del Desastre aéreo de Múnich.
- Ningún jugador alemán obtuvo algún punto. Este hecho no volvió a repetirse hasta la edición de 2004.
- Stanley Matthews ganó esta primera edición con 41 años de edad, siendo hasta la fecha el jugador más longevo en conseguir el galardón.